# Oddantonio II de Montefeltro
Oto Antônio de Montefeltro (em italiano Oddantonio da Montefeltro; 18 de janeiro de 1427 – 22 de julho de 1444) foi um político e condottiero italiano do renascimento, além de primeiro Duque de Urbino. Em 1443 sucede a seu pai, Guidantonio de Montefeltro que casara em segundas núpcias com Catarina Colonna (Caterina Colonna).

## O nome
Oto Antônio foi o único membro da família Montefeltro baptizado com este nome; a composição traduz a aliança entre os Montefeltro e os Colonna, homenageando o tio materno, o Papa, que apadrinhara a união de seus pais e promovera a aliança das duas Casas. A origem está na a criança do nome composto pelo nome do tio materno Oddone Colonna, Papa com o nome de Martinho V, e do avô paterno, António II de Montefeltro.
Nos meses seguintes ao nascimento do tão desejado herdeiro, um antepassado com o mesmo nome terá sido inventado por conhecedores da genealogia familiar no sentido de agradar à corte de Urbino.

## Biografia
Nasce em 18 de Janeiro de 1427, filho do conde de Urbino Guidantonio de Montefeltro e da sua segunda mulher, Catarina Colonna. Oddantonio foi o único varão legítimo do conde, pelo que precedia na sucessão seu irmão mais velho Frederico, nascido em 1422 de uma relação extraconjugal do pai, e que veio a ser legitimado em 1424.
Em 1442 Oddantonio e Cecília Gonzaga cancelaram a tentativa dos pais de ambos em promoverem o seu casamento, após o que Cecília entrará num convento (1444).
Em 17 de fevereiro de 1443, poucos dias antes da morte do pai, Oddantonio é investido do vicariato apostolico in temporalibus, sendo assim associado ao governo dos domínios paternos. Em 26 de Abril de 1443 o Papa Eugénio IV elevava Oddantonio ao grau de duque de Urbino, título transmissível aos seus herdeiros. Esta nomeação enquadrava-se na acção pontifícia de oposição a Francesco Sforzanas Marcas, apesar dos Montefeltro militarem ao tempo no exército do duque de Milão, aliado do Papa na luta contra Sforza.
A guerra às portas do Estado, e os enormes custos associados, bem como as despesas incorridos para pagamento da sua nomeação como duque, obrigou o jovem duque a uma pesada política fiscal sem precedentes, o que aumentou o descontentamento da população, que acusava alguns membros da corte ducal de comportamento de terem uma vida dissoluta e de assédio a algumas mulheres Urbino.
Assim, na noite de 21 para 22 de Julho de 1444 um punhado de conspiradores entraram no palácio e assassinaram o Duque, juntamente com alguns conselheiros, foi assassinado.
Na manhã seguinte, Frederico, que sempre fora mantido arredado do governo, apresentou-se às portas de Urbino e, após ter concluído um pacto com cidade, que previa a impunidade para os conjurados, é aclamado como sucessor do irmão. Após o seu assassinato, Oddantonio é sepultado em local impreciso (San Francesco ou San Donato).
O advento de Frederico foi inutilmente contestado pela família e pela corte. Em 1446 foi descoberta uma conjura que envolvia Antonio di Niccolò da Montefeltro (tio de Frederico), Francesco di Vico (parente longínquo dos Montefeltro) e Giovanni di San Marino (chanceler de Oddantonio), estando por detrás do golpe, com grande probabilidade, a irmã de Oddantonio e meia-irmã de Frederico, Violante da Montefeltro, mulher de Domenico Malatesta. Os conjurados foram todos decapitados e a memória de Oddantonio foi arrastada para o esquecimento ou para o descrédito.

## Títulos e territórios
Oddantonio era:
- conde de Montefeltro, por nascimento - título imperial datando do Século XII mas, tal como os seus antecessores, não abarcava mais o domínio de toda essa região histórica;
- conde de Urbino, por nascimento - título imperial datando de 1226;
- conde de Castel Durante, por nascimento - título obtido do pai em 1424 por investidura pontifícia;
- senhor de Cagli, Gubbio, Cantiano, Frontone, Sassocorvaro – por concessão do vicariato apostolico in temporalibus e por sucessão em 1444;
- duque de Urbino, por investidura papal em 1443 - título que acrescia aos restantes, sem os suprimir. O estado continuou a manter o anterior carácter composto de cidade, campo e castelos que se regiam com estatutos próprios, governados pelos Montefeltro por acordos e pactos jurídicos, enquadrados no vicariato apostolico in temporalibus, concedido pelo Papa.

## Expedições militares
A única condotta foi a que realizou no exército dos Visconti duques de Milão, herdada do pai. Em 1443 o exército milanês estava empenhado na guerra contra Francesco Sforza, em aliança com o Papa e com o rei de Nápoles. O comando da companhia militar dos Montefeltro estava, porém, entregue a Frederico de Montefeltro. Salvo uma única ocasião, Oddantonio nunca mais estará presente num campo de batalha.